# 塔派里瓦區
14°08′24″S 73°08′35″W / 14.14000°S 73.14306°W
塔派里瓦區（西班牙語：Distrito de Tapairihua），是秘魯的一個區，位於該國南部阿普里馬克大區的艾馬賴斯省，始建於1857年1月2日，面積163.7平方公里，海拔高度2,820米，2005年人口2,770，人口密度每平方公里17人。